# Fatines

Fatines este o comună în departamentul Sarthe, Franța. În 2009 avea o populație de 742 de locuitori.